# 양적 형질

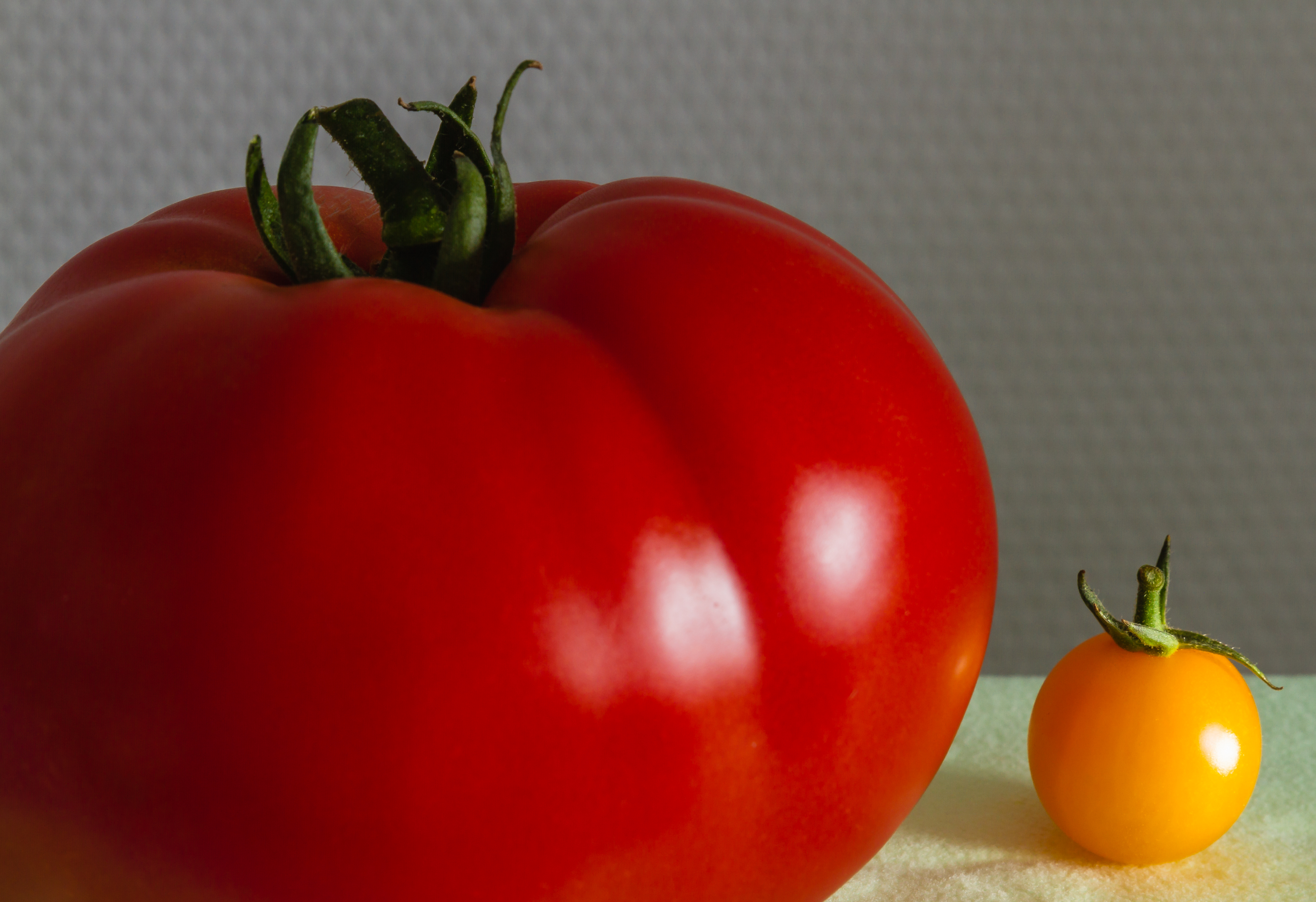
토마토의 크기는 양적 형질의 한 예이다.

양적 형질(영어: quantitative trait, 量的形質)은 염기 서열 내 양적 변수가 형질 발현을 결정하는 주요 변수인 형질을 가리킨다. 수량형질이라고도 하며, 염기의 종류에 따른 형질 성격을 의미하는 질적 형질(qualitative trait, 質的形質)과는 차이점이 있다. 유전자 구조상 염기 서열의 길이가 곧 양적 측면이라고 할 수 있다. 양적 형질은 다수의 폴리진(Polygene)으로 구성된다. 일반적으로 양적 형질을 해석할 때는 통계적 추정을 사용한다.